# Transandinomys talamancae
Transandinomys talamancae är en däggdjursart som beskrevs av J. A. Allen 1891. Transandinomys talamancae ingår i släktet Transandinomys och familjen hamsterartade gnagare. Inga underarter finns listade i Catalogue of Life.
Denna gnagare förekommer från södra Costa Rica till södra Ecuador respektive östra Venezuela. Utbredningsområdet är långsmal och ligger vid havet. I bergstrakter når arten 1525 meter över havet. Habitatet utgörs främst av skogar med tät undervegetation. Arten kan anpassa sig till kulturlandskap.
Transandinomys talamancae är aktiv på natten och går främst på marken. Den vilar däremot i träd cirka en eller två meter över marken. Arten äter frön, frukter och insekter. När honan inte är brunstig lever varje individ ensam. Honor kan ha flera kullar fördelad över hela året och per kull föds 2 till 5 ungar.